# 吉鹿街道
吉鹿街道是中华人民共和国吉林省辽源市东丰县下辖的一个街道办事处。2020年4月，设立吉鹿街道办事处。辖区范围东至东丰镇仁义村、南至东风路、西至东丰镇苗胜村、北至东丰镇湾龙河村。下辖府北社区、东兴社区、忠厚村、永青村一组。

## 行政区划
吉鹿街道下辖以下村级行政区划单位：
东兴社区、府北社区和忠厚村。